# Линда Хамилтън
Линда Карол Хамилтън (на английски: Linda Carroll Hamilton) е американска актриса, носителка на награди „Сатурн“ и „Сателит“, номинирана е за „Еми“ и три награди „Златен глобус“.

## Биография
Линда Хамилтън е родена на 26 септември 1956 г. в Солсбъри, Мериленд. Завършва „Уошингтън Колидж“ в Честъртаун, Мериленд.
През 1982 г. се омъжва за актьора Брус Абът, с когото се развежда през 1989 година. От него има син – Долтън Абът (р. 4 октомври 1989). Вторият ѝ неуспешен брак е с режисьора Джеймс Камерън, с когото се развежда през 1999 година. Двамата имат дъщеря Дженифър Арчър Камерън (р. 15 февруари 1993).

## Кариера
Позната на зрителите с ролите на Сара Конър във филмите „Терминаторът“ и „Терминатор 2“, и на кметицата Рейчъл Уандо във „Върхът на Данте“.

## Избрана филмография
| година | филм                                | роля              | бележки      |
| ------ | ----------------------------------- | ----------------- | ------------ |
| 2019   | Терминатор: Мрачна съдба            | Сара Конър        |              |
| 2006   | Разорен                             | Керън             |              |
| 2006   | Крадец                              | Розелин Муур      | ТВ сериал    |
| 2005   | Усмивка                             | Бриджет           |              |
| 2005   | Изчезнал в Америка                  | Кейт              |              |
| 2004   | Jonah                               | Джун              | Късометражен |
| 2003   | Wholey Moses                        | Valerie           | Късометражен |
| 2002   | Тиха нощ                            | Елизабет Винкън   | ТВ сериал    |
| 2000   | Скелет в гардероба                  | Тина Конуей       |              |
| 1999   | The Secret Life of Girls            | Руби Санфорд      |              |
| 1997   | Върхът на Данте                     | Рейчъл Уандо      |              |
| 1997   | Заговор в сянка                     | Аманда Гивънс     |              |
| 1996   | T2 3-D: Битка с времето             | Сара Конър        |              |
| 1995   | Разделен живот                      | Лорън Портър      |              |
| 1994   | Тревожна есен                       | Карън Райнър      |              |
| 1991   | Терминатор 2: Денят на страшния съд | Сара Конър        |              |
| 1990   | Пратеник на съдбата                 | Елън Джейн        |              |
| 1986   | Кинг Конг е жив                     | Д-р Ейми Франклин |              |
| 1986   | Изгревът на черната луна            | Нина              |              |
| 1984   | Терминаторът                        | Сара Конър        |              |
| 1984   | Децата на царевицата                | Вики              |              |
| 1984   | The Stone Boy                       | Ева               |              |
| 1982   | Tag: The Assassination Game         | Сюзън Суейз       |              |
| 1979   | Night-Flowers                       | Вейфър            |              |